# Karl Anton Wolf

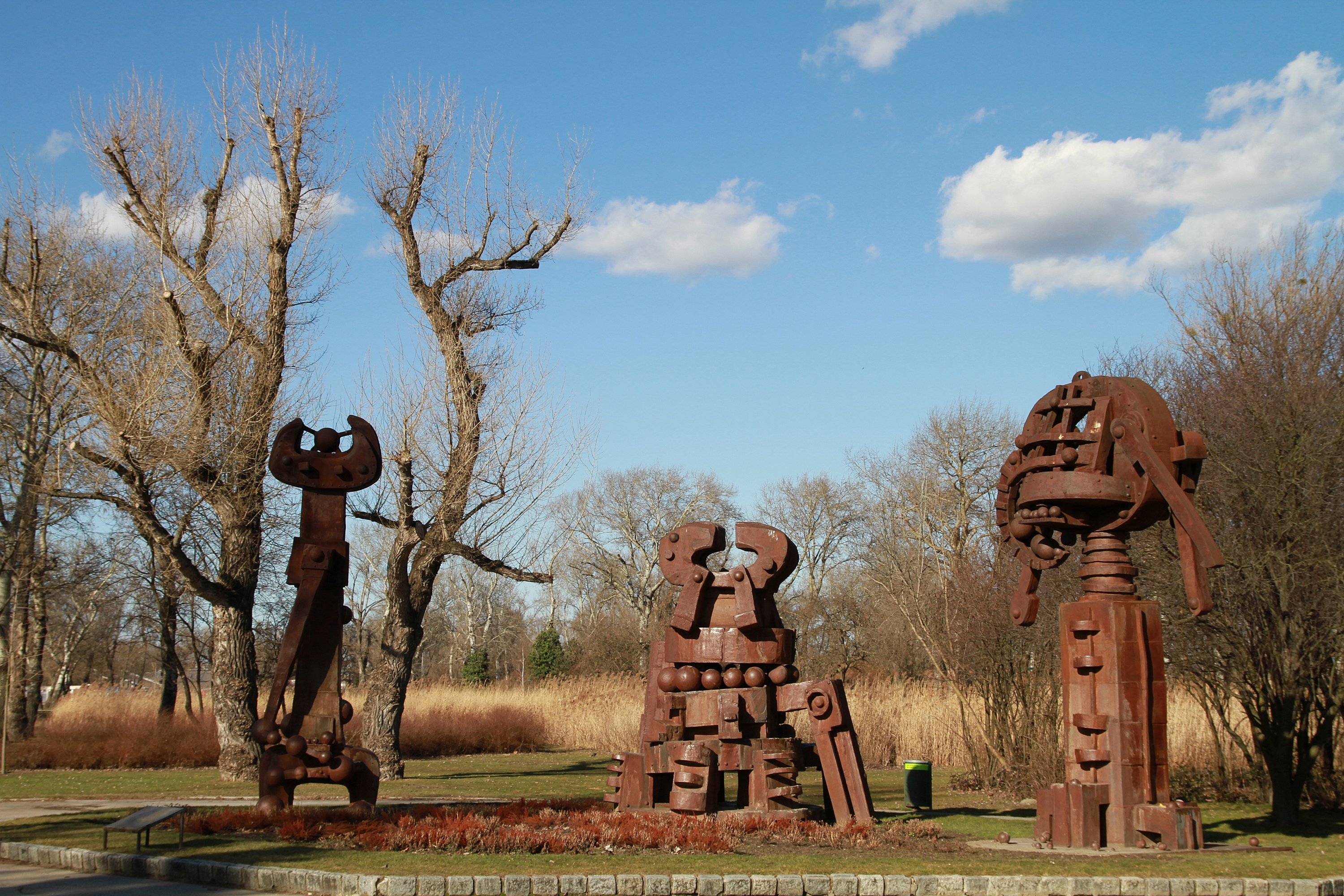
Das Goldene Kalb – Die Technik als Apokalypse im Wiener Donaupark

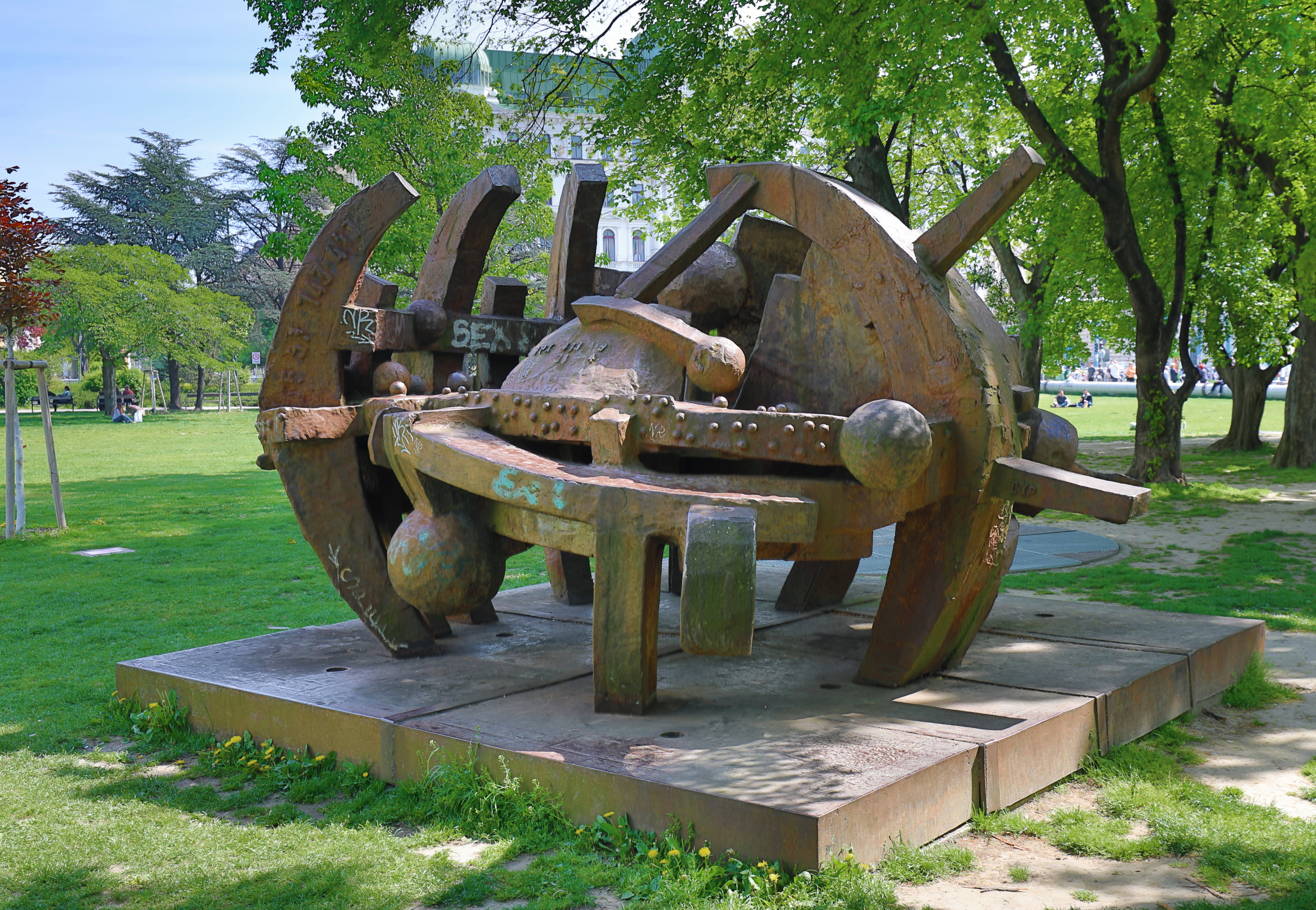
Der zerbrochene Globus (1971) im Sigmund-Freud-Park in Wien

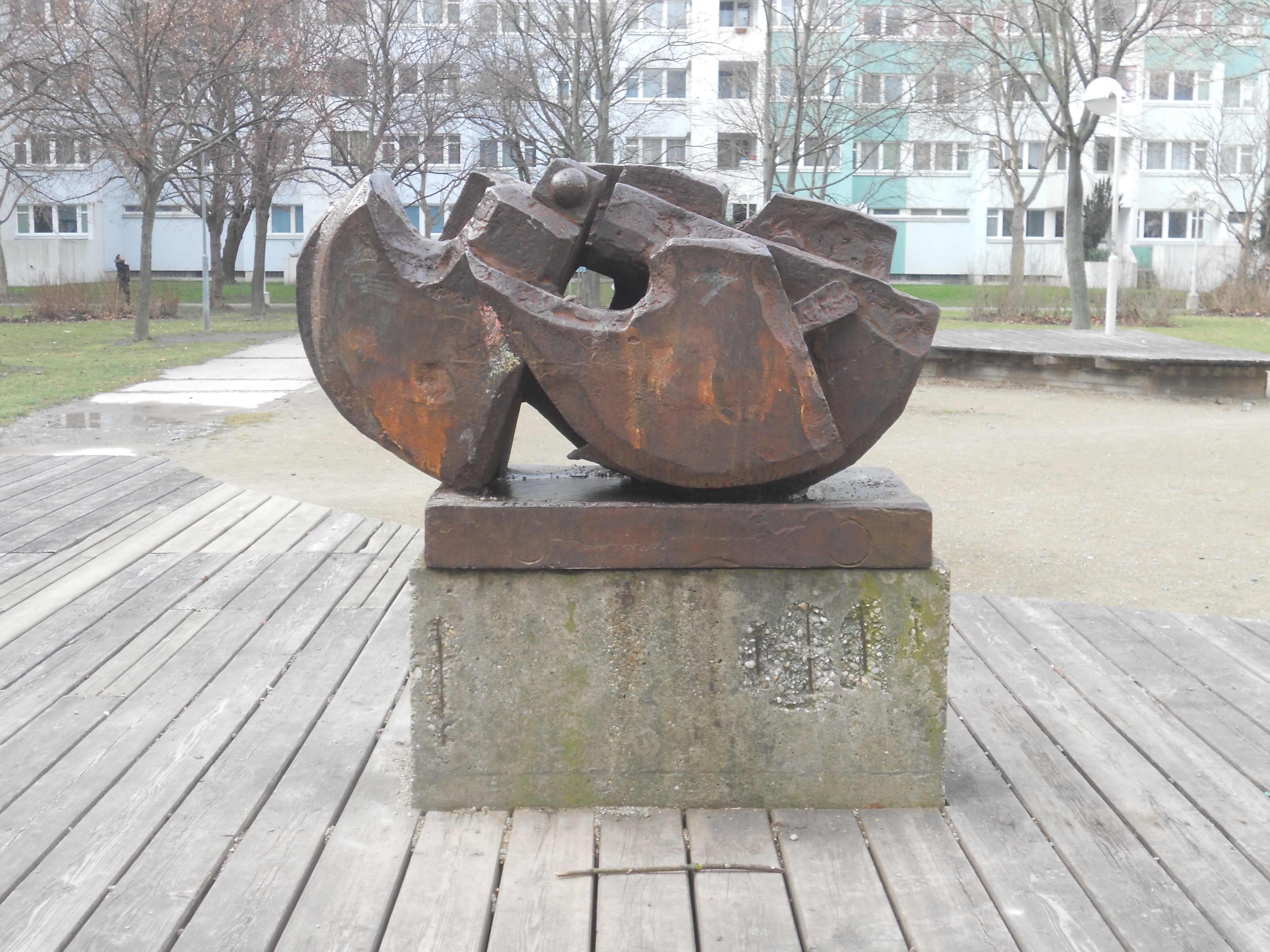
Skulptur Dynamik in der Wiener Wohnhausanlage Trabrenngründe

 Karl Anton Wolf  (* 8. September 1908 in Wien, Österreich; † 9. März 1989 ebenda) war ein österreichischer Maler und Bildhauer.
Karl Anton Wolf war als Künstler ein Autodidakt. Er ist bekannt für seine großformatigen Bilder und Eisenskulpturen. Eine seiner Skulpturen steht in Wien vor der Votivkirche, weitere im Wiener Donaupark und in Fischamend beim Eingang zu den Donauauen.

## Leben und Wirken
Nach dem Besuch der Realschule arbeitete Wolf anfangs bei einer Speditionsfirma. In den Jahren 1927 bis 1939 unternahm er ausgedehnte Studienreisen durch Europa und Afrika. Er übte zahlreiche Berufe aus und war parallel stets künstlerisch tätig: Er komponierte, verfasste Texte und malte.
Nach dem Militärdienst im Zweiten Weltkrieg machte Wolf 1945 ein Geschäft im Mineralölhandel auf. Im Jahr 1953 entscheidet sich Wolf, endgültig als freischaffender Künstler tätig zu sein.
Im Jahr 1957 entstanden seine großformatigen Bilder „Welttheater“ und „Babylonischer Turm“. Im selben Jahr war er Preisträger der 4. Biennale von São Paulo. Im Jahr 1959 war Karl Anton Wolf Teilnehmer der documenta II in Kassel. Im Jahr 1961 erhielt er den Förderpreis des Österreichischen Unterrichtsministeriums.
Nach 1968 beschäftigte sich Wolf mit der Bildhauerei, es entstehen einige Eisenplastiken. Im Jahr 1970 war er Teilnehmer der 35. Biennale von Venedig. Wolf begann sich mit Materialbildern zu beschäftigen. Im Jahr 1971 fand die wichtige Einzelausstellung „Karl Anton Wolf. Plastik-Bilder Grafik“ in der „Neuen Galerie der Stadt Linz“ statt. 1972 wurde ihm der Professoren-Titel verliehen.
1977 widmete die Republik Österreich das Triptychon "Escalade" dem Europarat. Es ist im Palais der Organisation in Straßburg ausgestellt.
Wolf schrieb auch Drehbücher. So entstanden im Jahr 1983 die Drehbücher „Parabal“ und „Das Erdhaufenspiel“. Beide Drehbücher wurden noch nicht verfilmt, allerdings wurde „Parabal“ als Hörspiel 1985 im Schweizer Rundfunk gesendet.
Im Jahr 1987 gründete Wolf die Karl-Anton-Wolf-Stiftung in Wien, die den Zweck verfolgt, künstlerische Talente finanziell zu unterstützen. Im selben Jahr wurde Wolf das „Goldene Ehrenzeichen für Verdienste um das Land Wien“ verliehen.
Karl Anton Wolfs Grabmal befindet sich auf dem Neustifter Friedhof in Wien.